# Antichloris phaiodes
Antichloris phaiodes är en fjärilsart som beskrevs av Paul Dognin 1912. Antichloris phaiodes ingår i släktet Antichloris och familjen björnspinnare. Inga underarter finns listade i Catalogue of Life.